# Joseph Boyer de Rébeval
Pour les articles homonymes, voir Général Boyer et Boyer.
Joseph Boyer de Rébeval, né le 20 avril 1768 à Vaucouleurs, mort le 5 mars 1822 à Paris (Seine), est un général français de la Révolution et de l’Empire.

## Biographie
Il entre au service en 1787, fait avec distinction presque toutes les campagnes de la Révolution française, et gagne tous ses grades par des actions d'éclat. A reçu un coup de feu au passage du Tagliamento, le 16 mars 1797. Colonel du 1er régiment de fusiliers-chasseurs en 1807, il est chargé de faire le blocus de Colberg en Poméranie. Le fort de Neugarten gêne les approches de la place, mais, situé au milieu de vastes marais, il n'est accessible que par un chemin creux que balaient trois pièces de canon. Boyer ouvre l'attaque, et trouvant bientôt qu'elle est trop lente, indécise, il arme ses soldats de planches, de fagots, s'élance à travers la mitraille, arrive aux fossés, les comble, force les remparts et fait mettre bas les armes à la garnison.
Il combat à la bataille d'Essling, est promu général de brigade le 6 juin 1809, et commandeur de la Légion d'honneur le 21 septembre suivant. Il est créé baron de l'Empire sous la dénomination de Rébeval, par lettres patentes du 15 janvier 1809  puis il retourne en Espagne, est fait adjudant-général de la garde sur la fin de 1811, et part pour la campagne de Russie, où il est blessé à la bataille de la Moskowa le 7 septembre 1812
En 1813, il se distingue à la bataille de Wurschen, et à celle de Dresde, où il est blessé au ventre et élevé au grade de général de division. En 1814, il combat avec valeur à Méry-sur-Seine, où il culbute et met en fuite plusieurs divisions ennemies, reçoit deux nouvelles blessures à la bataille de Craonne, s'illustre à Laon, à Arcis-sur-Aube, où il enlève le village de Torey, et sous les murs de Paris. 
Lors de la première restauration, il est fait chevalier de Saint-Louis par le roi Louis XVIII.
Il se bat encore héroïquement à la bataille de Waterloo, et après son éviction de l'armée, il se retire dans sa terre de Rébeval où il meurt le 5 mars 1822. Il est inhumé dans le cimetière du Père-Lachaise (37e division).

### Famille
Il est le fils de Pierre-Paul Boyer (1723-1792), marchand à Vaucouleurs, et de Marie Dalle (1726-1792). Son frère Claude Boyer (1758°) est chirurgien-major au régiment d'Auxonne artillerie, sous-directeur de l’hospice militaire de Verdun, échevin de Vaucouleurs puis contrôleur en chef de la manufacture des tabacs à Paris. Joseph Boyer de Rébeval prit en charge l'éducation de ses neveux, le futur général baron Pierre-Paul Boyer et son frère le général François-René Boyer qui fut son aide-de-camp. Il épousa en premières noces Marguerite Le Lorrain, décédée jeune, fille d'un médecin de Metz et sœur de Marie-Isabelle Le Lorrain (1777-1829), épouse du général baron Nicolas François Conroux, et d'Adélaïde Le Lorrain († 1870), épouse du colonel baron Laurent-Quentin Lanier.
Il épouse en secondes noces sa nièce Virginie Pauline Boyer (1795-1889) dont Louis-Hyppolite (1820-1879), notaire et maire de Villiers-Saint-Benoît, et Ernest-Claude (1817-1857), chef de Bataillon.

## Hommages
- La Rue Rébeval à Paris 19e arrondissement porte son nom.

## Armoiries
| Figure | Blasonnement |
|        | Armes du baron de Rébeval et de l'Empire (décret du 19 mars 1808, lettres patentes du 15 janvier 1809 (Valladolid)), Coupé : au 1, parti de sable au lion rampant d'argent et de gueules au signe des barons militaires ; ; au 2, d'azur, aux trois bouées en forme de tonneaux couchés, avec leurs câbles pendants d'or (les trois bouées représentées sur le blason symbolisent le passage du Tagliamento, de L'Adige et du Tessin, en avant de Marengo),. Livrées : les couleurs de l'écu. |